# Esclavitud en la América colonial española
La esclavitud en la América colonial española era una institución económica y social que existía en todo el Imperio español, incluida la propia España. En sus territorios americanos, los primeros monarcas españoles promulgaron leyes contra la esclavización de los pueblos indígenas de las Américas porque consideraban a los nativos como súbditos de la monarquía española, aunque algunos casos de esclavitud ilegal de nativos americanos continuaron siendo practicados, particularmente hasta las Leyes Nuevas de 1543 que la prohibieron expresamente.
El imperio español estuvo involucrado en la esclavización de personas de origen africano. Los españoles a menudo dependían de otros para obtener africanos esclavizados y transportarlos a través del Atlántico. El Imperio español fue un importante receptor de africanos esclavizados, con alrededor del 22% de los africanos entregados a las costas americanas terminando en el Imperio español, siendo el segundo receptor después del Imperio portugués, que acaparó cerca del 46%. Sin embargo, esta cifra debe interpretarse considerando las dimensiones temporales y geográficas del Imperio español, que durante más de tres siglos se extendió desde California hasta la Patagonia, abarcando una superficie y una población significativamente mayores que otros imperios europeos en América. En contraste, imperios con una duración más corta y territorios más reducidos, como el británico (que recibió alrededor del 26% concentrado en las pequeñas Antillas y en territorios norteamericanos más reducidos) o el francés (alrededor del 11%, principalmente en Haití y territorios insulares), presentaron una intensidad relativa de esclavización mucho más elevada en proporción a su población total y extensión territorial. De este modo, aunque el Imperio español recibió un importante volumen absoluto de esclavos, su dependencia relativa respecto a la esclavitud africana fue considerablemente menor, especialmente en los grandes núcleos poblacionales continentales como México o Perú, donde predominó el trabajo indígena, el mestizaje y otras formas de organización laboral. Los asiáticos (chinos) del México colonial también fueron sacados de Filipinas y esclavizados. Fueron llevados a Acapulco por barcos novohispanos y vendidos allí.
Los españoles restringieron y prohibieron la esclavitud de los nativos americanos desde los primeros años del Imperio español con las Leyes de Burgos de 1512 y las Nuevas Leyes de 1542. Esto último condujo a la abolición de la Encomienda, concesiones privadas de grupos de nativos americanos a españoles individuales así como a la nobleza nativa americana. La implementación de las Nuevas Leyes y la liberación de decenas de miles de nativos americanos provocó una serie de rebeliones y conspiraciones de encomenderos (titulares de encomiendas) que fueron sofocadas por la corona española.
España tenía un precedente de esclavitud como institución, ya que en la propia España existía la esclavitud desde los tiempos del Imperio romano. Y de hecho se practicaba una esclavitud blanca hacia los Moriscos y Mudéjares derrotados en la Reconquista y las Las Alpujarras. La esclavitud también existía entre los nativos americanos de Mesoamérica y Sudamérica. La Corona intentó limitar la esclavitud de los pueblos indígenas, rechazando formas de esclavitud basadas en la raza. Los conquistadores consideraban como recompensas por su participación en la conquista el trabajo forzoso y los tributos indígenas, y la Corona otorgaba encomiendas a algunos conquistadores. Los indígenas encomendados no eran esclavos, pero su trabajo mal pagado era obligatorio y coaccionado, mientras tenían derechos y podían llevar a juicio a sus administradores, y eran «cuidados» por la persona a cuyo cargo estaban ubicados (encomendado), esto podría significar ofrecerles la religión cristiana y otros beneficios percibidos (por los españoles) de la civilización cristiana. Con el colapso de las poblaciones indígenas en el Caribe, donde los españoles crearon asentamientos permanentes a partir de 1493, los españoles atacaron otras islas y el continente para esclavizar a los indígenas en La Española. Con el auge del cultivo de azúcar como producto de exportación en 1810, los españoles utilizaron cada vez más a africanos esclavizados como mano de obra en las plantaciones comerciales. Aunque la esclavitud en las plantaciones en la América española fue un aspecto del trabajo esclavo, la esclavitud urbana en los hogares, instituciones religiosas, talleres textiles (obrajes) y otros lugares también fue importante.
La esclavitud española en América se diferenciaba de otras potencias europeas en que adoptó una postura abolicionista temprana hacia la esclavitud de los nativos americanos. Aunque no participó directamente en la trata transatlántica de esclavos, las personas africanas o afrodescendientes esclavizadas fueron vendidas en todo el Imperio español, particularmente en territorios caribeños. Durante el período colonial, los territorios españoles fueron los más extensos y ricos de América. Dado que la Corona prohibió a los propios españoles participar en el comercio de esclavos en el Atlántico, el derecho a exportar esclavos en estos territorios, conocidos como el Asiento de Negros, fue un importante objetivo de política exterior de otras potencias europeas, lo que provocó numerosas guerras europeas, como la Guerra de sucesión española y la Guerra del Asiento. A mediados del siglo XIX, cuando la mayoría de los países de América hicieron reformas para prohibir la esclavitud, Cuba y Puerto Rico –las dos últimas colonias hispanoamericanas que quedaban– estaban entre las últimas, seguidas sólo por Brasil.
Los esclavos desafiaron su cautiverio de maneras que iban desde la introducción de elementos no europeos en el cristianismo (sincretismo) hasta la creación de sociedades alternativas (cimarrones) fuera del sistema de plantaciones (campos de trabajo esclavo). La primera rebelión esclava abierta ocurrió en los campos de trabajo (plantaciones) españoles en 1521. La resistencia, particularmente a la esclavización de los indígenas, también provino de las filas religiosas y legales españolas. El primer discurso en América por la universalidad de los derechos humanos y contra los abusos de la esclavitud también se pronunció en La Española, apenas diecinueve años después del primer contacto. La resistencia al cautiverio indígena en las colonias españolas produjo los primeros debates modernos sobre la legitimidad de la esclavitud. Y, de manera única en las colonias hispanoamericanas, leyes como las Nuevas Leyes de 1542 se promulgaron a principios del período colonial para proteger a los nativos de la servidumbre. Para complicar aún más las cosas, el control desordenado de España sobre sus extensos dominios americanos y su economía errática actuaron para impedir la expansión amplia y sistemática de plantaciones operadas por mano de obra esclava. En conjunto, la lucha contra la esclavitud en las colonias hispanoamericanas dejó una notable tradición de oposición que preparó el escenario para conversaciones sobre derechos humanos.

## Precedentes ibéricos de esclavitud

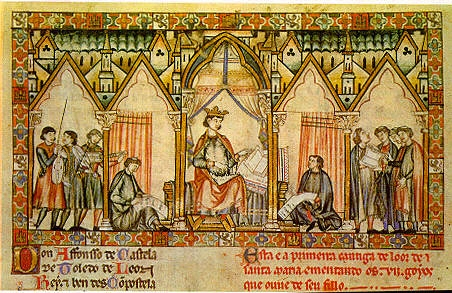
Alfonso X de Castilla y las Siete Partidas

La esclavitud en España se remonta a la época de los griegos, fenicios y romanos. La esclavitud era transcultural y multiétnica y, además, tuvo un papel importante en el desarrollo de la economía de España y otros países.
Los romanos se valieron ampliamente la esclavitud para el trabajo y el estatus de los esclavos se especificó en el Código de Justiniano. Con el surgimiento del cristianismo, el estatus de se modificó en el sentido de que, en teoría, a los cristianos se les prohibía esclavizar a otros cristianos, pero la práctica persistió. Con el surgimiento del Islam y la conquista de la mayor parte de la Península ibérica en el siglo VIII, la esclavitud disminuyó en los restantes reinos cristianos ibéricos. En el momento de la formación de Al-Ándalus, a los musulmanes se les prohibió esclavizar a sus compañeros creyentes, pero existía un comercio de esclavos de no musulmanes en el que los musulmanes y los comerciantes judíos locales comerciaban con esclavos cristianos españoles y de Europa del Este. A los mozárabes y judíos se les permitió quedarse y retener a sus esclavos si pagaban un impuesto por cabeza por ellos mismos y la mitad del valor por los esclavos. Sin embargo, a los no musulmanes se les prohibió tener esclavos musulmanes, por lo que si uno de sus esclavos se convertía al Islam, debían venderlo a un musulmán. Más adelante, en los siglos IX y X, a los mozárabes se les permitió comprar nuevos esclavos no musulmanes a través del comercio de esclavos establecido en la península.
Durante la Reconquista, la España cristiana buscó recuperar el territorio perdido ante los musulmanes y esto llevó a cambiar las normas relativas a la esclavitud. Aunque originalmente se permitía la esclavitud de los cristianos, durante el período comprendido entre los siglos VIII y XI los reinos cristianos cesaron gradualmente esta práctica, limitando la esclavitud a los musulmanes de Al-Ándalus. Los musulmanes conquistados fueron esclavizados con la justificación de la conversión y la aculturación, siendo a menudo ofrecidos de regreso a sus familias y comunidades a cambio de pagos en efectivo (rescate). El código legal del siglo XIII, las Siete Partidas de Alfonso X, especificaba quiénes podían ser esclavizados: aquellos que eran capturados en una guerra justa; descendiente de una madre esclavizada; aquellos que voluntariamente se vendieron como esclavos y especificaron el buen trato de los esclavos por parte de sus amos. En ese momento se trataba generalmente de esclavitud doméstica y era una condición temporal de los miembros de grupos externos. Además de los parámetros formales de la esclavitud, las Siete Partidas también hace un juicio de valor, afirmando que «era la condición más baja y miserable en la que cualquiera podía caer, porque el hombre, que es el noble más libre de todas las criaturas de Dios, se convierte así en poder de otro, que puede hacer con él lo que quiera como con cualquier bien, vivo o muerto».

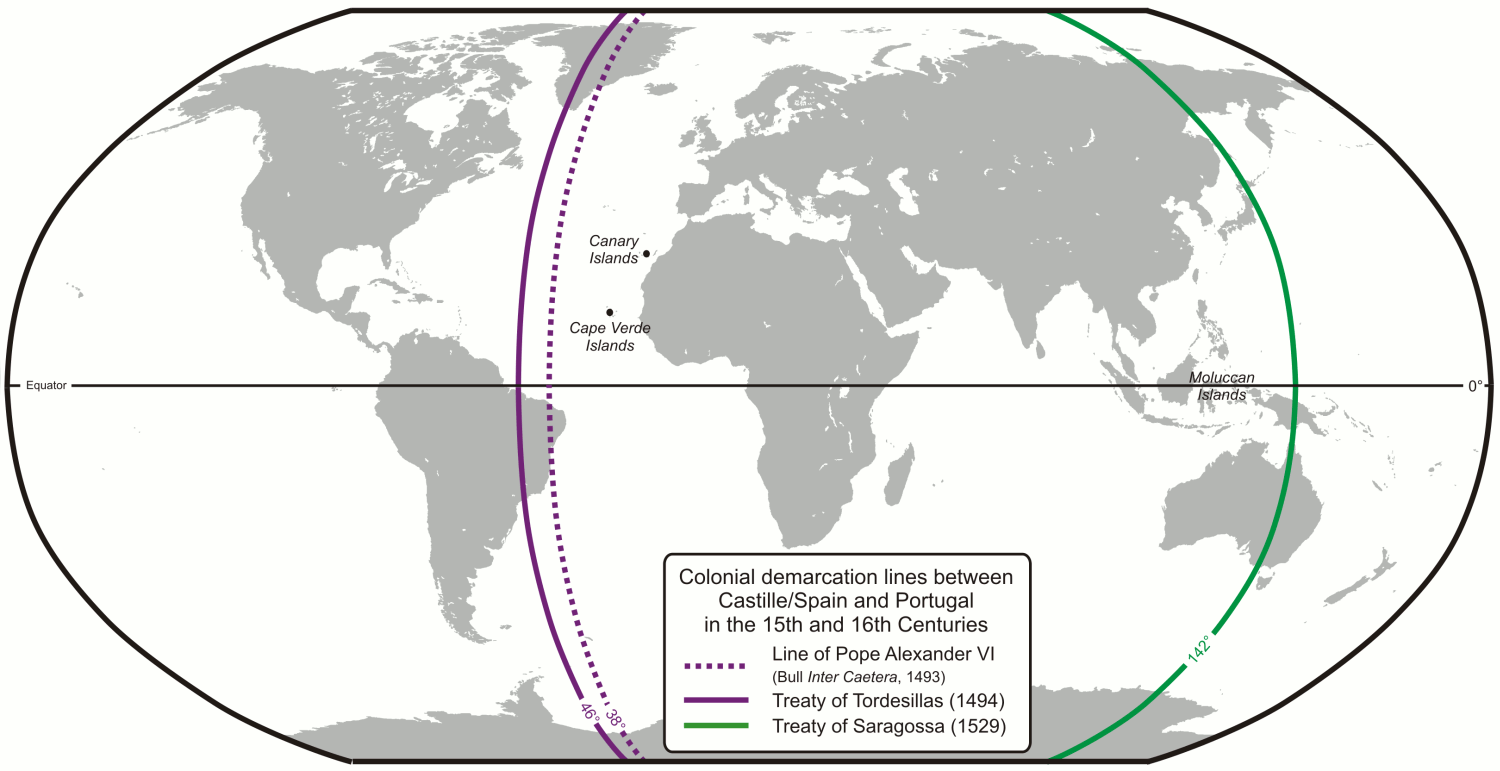
Líneas que dividen el mundo no cristiano entre Castilla y Portugal: el meridiano de Tordesillas de 1494 (violeta) y el antimeridiano de Zaragoza de 1529 (verde)

A medida que los españoles y los portugueses se expandieron al extranjero, conquistaron y ocuparon islas atlánticas frente a la costa norte de África, incluidas las Islas Canarias, así como Santo Tomé y Madeira, donde introdujeron el cultivo de plantaciones de azúcar. Las Islas Canarias quedaron bajo control español y, a principios del siglo XVI, la población indígena había sido diezmada en gran medida y la mano de obra esclava africana fue reemplazada de forma autóctona. Varios estados de África occidental participaron en las incursiones y el comercio de esclavos, y los esclavos que compraban los españoles se consideraban esclavos legítimos. Los estados africanos comerciantes de esclavos aceptaron una variedad de bienes europeos, incluidas armas de fuego, caballos y otros bienes deseables a cambio de esclavos.
Tanto los españoles como los portugueses colonizaron las islas atlánticas frente a las costas de África, donde se dedicaron a la producción de caña de azúcar, siguiendo el modelo de producción mediterránea. El complejo azucarero consistía en mano de obra esclava para el cultivo y procesamiento, con el ingenio azucarero y el equipo establecidos con importante capital inversor. Cuando se estableció la esclavitud en las plantaciones en la América española y en Brasil, se replicaron los elementos del complejo en el Nuevo Mundo a una escala mucho mayor.
La exploración portuguesa de la costa africana y la división de los territorios de ultramar mediante el Tratado de Tordesillas se tradujo en que el comercio de esclavos africanos estuviera en manos de los portugueses. Sin embargo, la demanda de esclavos africanos a medida que los españoles se establecieron en el Caribe conllevó a que se convirtieran en parte del mosaico social del Imperio español. Los esclavos afrodescendientes en España eran mayoritariamente sirvientes domésticos y se convirtieron cada vez más en propiedades prestigiosas para los hogares españoles de élite, aunque en una escala mucho menor que la de los portugueses. Los artesanos adquirieron esclavos afrodescendientes y los entrenaron en su oficio, aumentando la producción de los artesanos.
Otra forma de trabajo forzoso utilizada en el Nuevo Mundo con orígenes en España fue la encomienda, siguiendo el modelo de concesión del trabajo a los cristianos vencedores sobre los musulmanes durante la reconquista. Esta institución de trabajo forzoso fue inicialmente empleada por los españoles en las Islas Canarias después de su conquista, pero la población guanche (canaria) disminuyó precipitadamente. La esclavitud como institución estuvo mucho más extendida tras el contacto español y las conquistas en México y Perú, pero los precedentes se sentaron antes de 1492.

## Situación jurídica del trabajo forzoso de los pueblos indígenas

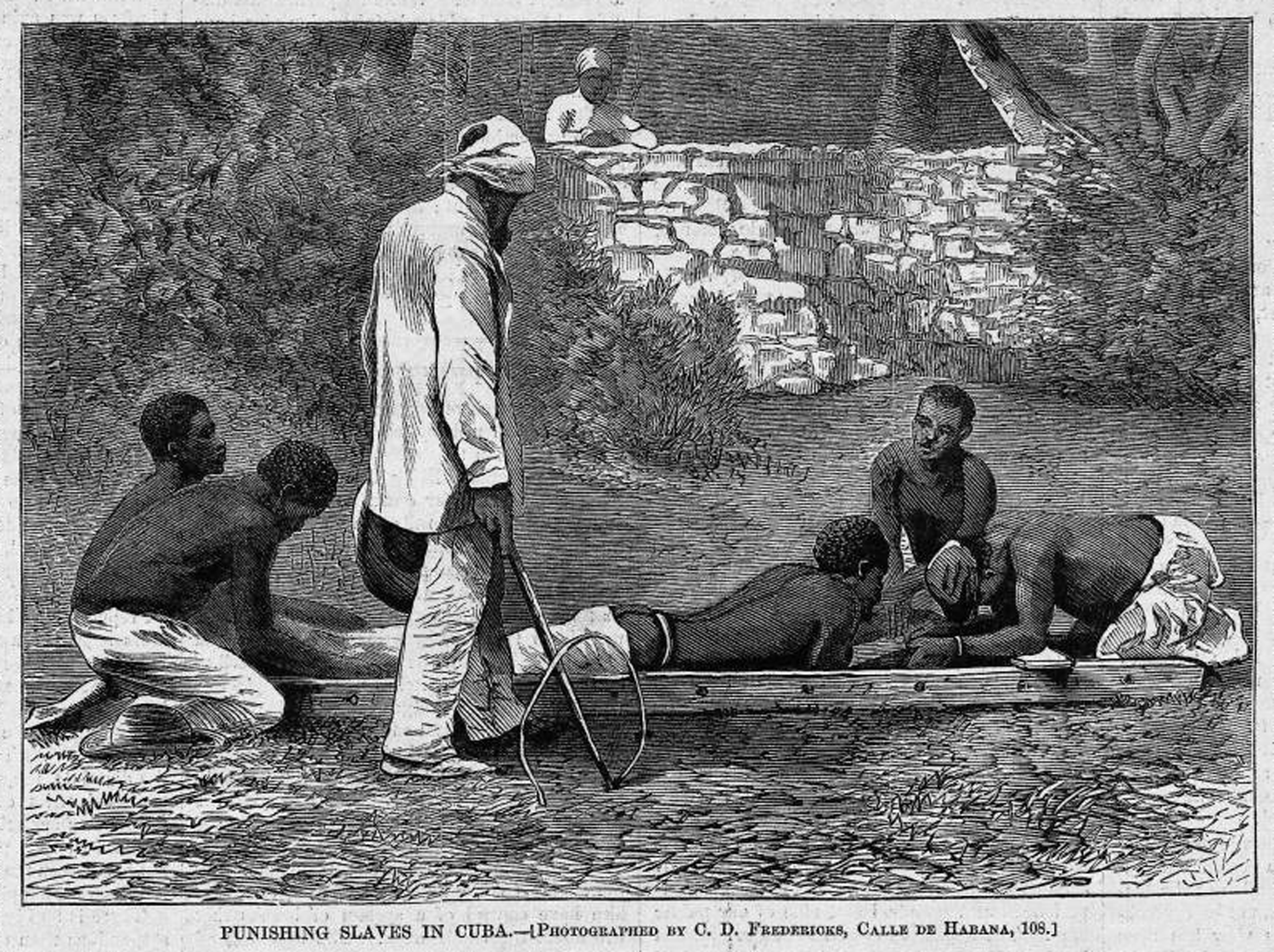
Esclavos cubanos castigados por su dueño en 1844.

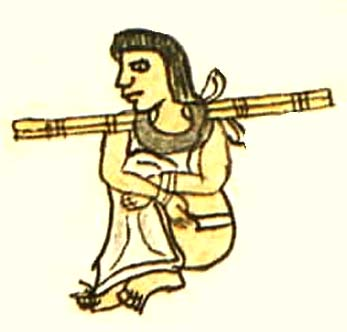
Un esclavo azteca.

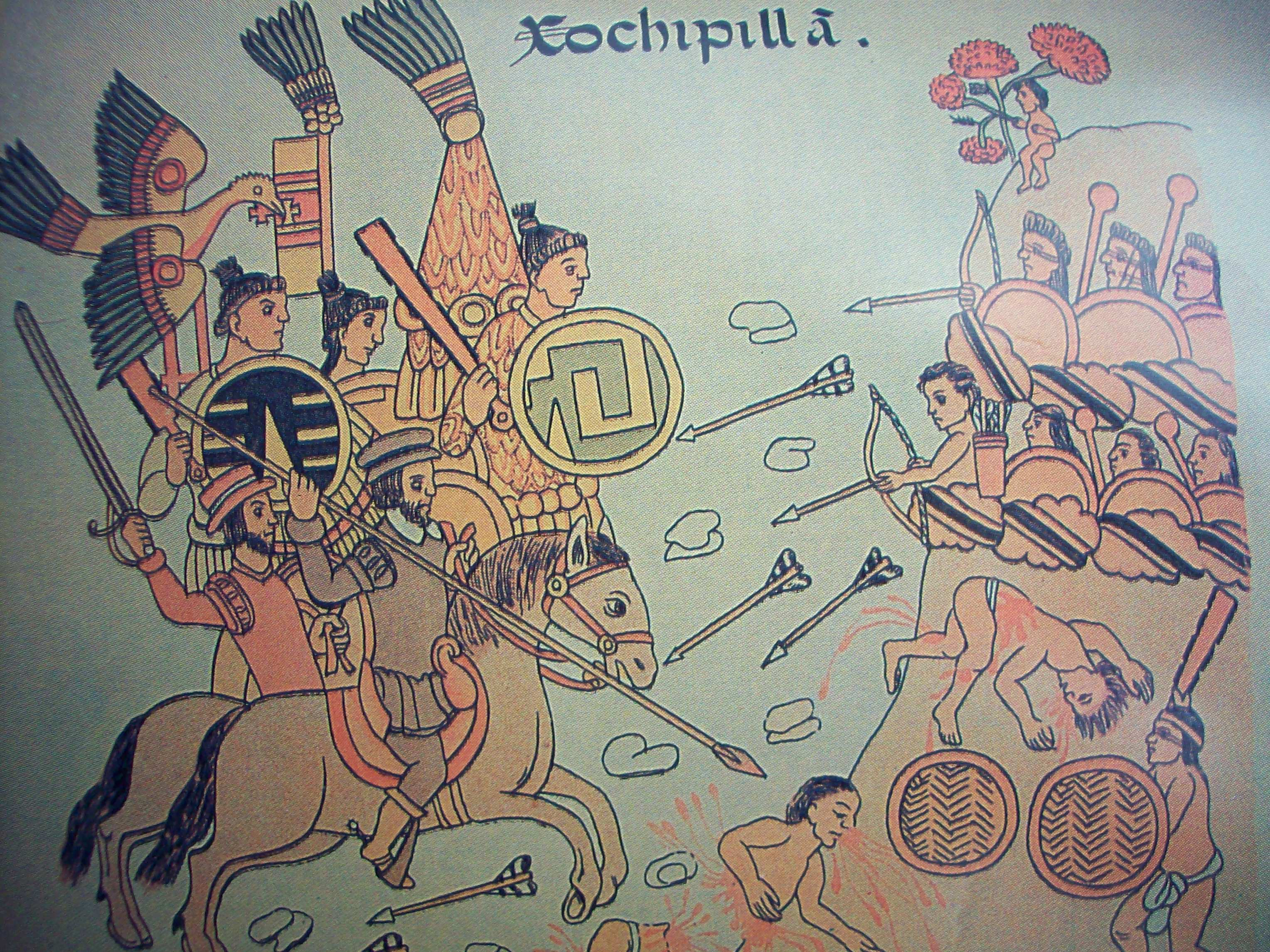
El virrey Antonio de Mendoza y los indígenas tlaxcaltecas luchan contra los caxcanes en la Guerra del Mixtón.

Antes de la colonización española de América, la esclavitud era una institución común entre algunos pueblos indígenas precolombinos, particularmente los aztecas. Sin embargo, la conquista y el asentamiento español en el Nuevo Mundo llevaron rápidamente a la subyugación a gran escala de los pueblos indígenas por parte de Colón en sus cuatro viajes, principalmente de los nativos del Caribe. Inicialmente, el trabajo forzoso representó un medio por el cual los conquistadores movilizaron la mano de obra nativa, con efectos desastrosos para la población. A diferencia del apoyo de la Corona portuguesa a la trata de esclavos en África, los Reyes Católicos se opusieron a la esclavización de los pueblos nativos en las tierras recién conquistadas por motivos religiosos. Cuando Colón regresó con esclavos indígenas, ordenó que los supervivientes fueran devueltos a sus países de origen. En 1512, tras la presión de los frailes dominicos, se introdujeron las Leyes de Burgos para proteger los derechos de los nativos en el América y asegurar su libertad. La bula papal Sublimis Deus de 1537, con la que España estaba comprometida, también prohibió oficialmente la esclavitud de los pueblos indígenas, pero fue derogada tan sólo un año después de su promulgación.
Cuando Ponce de León y los españoles llegaron a la isla de Borikén (Puerto Rico), esclavizaron a las tribus taínas de la isla, obligándolas a trabajar en las minas de oro y en la construcción de fuertes. Muchos taínos murieron, particularmente de viruela, contra la cual no tenían inmunidad. Otros taínos se suicidaron o abandonaron la isla después de la fallida revuelta taína de 1511. Los colonos españoles, temiendo la pérdida de su fuerza laboral, se quejaron ante los tribunales de que necesitaban mano de obra. Como alternativa, Las Casas sugirió la importación y utilización de esclavos africanos. En 1517, la Corona española permitió a sus súbditos importar doce esclavos cada uno, iniciando así el comercio de esclavos en las colonias.
La otra forma importante de trabajo forzado en sus colonias, el sistema de encomienda, también fue abolido, a pesar de la considerable ira que esto causó en el grupo de conquistadores que esperaban conservar sus concesiones a perpetuidad. Fue reemplazado por el sistema de repartimiento.
Después de la aprobación de las Leyes Nuevas de 1542, también conocidas como Nuevas Leyes de Indias para el Buen Trato y Preservación de los Indios, los españoles restringieron en gran medida el poder del sistema de encomiendas, permitieron el abuso por parte de los titulares de las concesiones laborales (encomenderos), y abolió oficialmente la esclavitud de la población nativa. Sin embargo, los indígenas que se rebelaron contra los españoles podían ser esclavizados, de modo que después de la Guerra del Mixtón (1540-42) en el noroeste de México, muchos esclavos indígenas fueron capturados y trasladados a otras partes de México. Los estatutos de 1573, dentro de las «Ordenanzas relativas a los descubrimientos», prohibían operaciones no autorizadas contra pueblos indios independientes. Requería el nombramiento de un «protector de indios», un representante eclesiástico que actuaba como protector de los indígenas y los representaba en litigios formales. Posteriormente, en el siglo XVI, en Perú, miles de hombres indígenas fueron obligados a trabajar duro como mineros subterráneos en las minas de plata de Potosí, mediante la continuación de la tradición prehispánica de la mita inca.

### Restablecimiento de la esclavitud para los rebeldes mapuches
En Chile se desató la Guerra de Arauco y los mapuches arrasaron siete ciudades españolas (1598-1604). Una estimación de Alonso González de Nájera cifra en 3.000 colonos españoles asesinados y 500 mujeres españolas tomadas en cautiverio por los mapuches. En represalia, el rey Felipe III levantó la proscripción de esclavizar a los indígenas para esclavizar a los mapuches capturados en la guerra en 1608. Se abusó de este decreto cuando los colonos españoles en el archipiélago de Chiloé lo utilizaron para lanzar incursiones de esclavos contra grupos como los chonos del noroeste de la Patagonia, que nunca habían estado bajo el dominio español y nunca se habían rebelado. La Real Audiencia de Santiago opinó en la década de 1650 que la esclavitud de los mapuches era una de las razones del constante estado de guerra entre españoles y mapuches. La esclavitud de los mapuches «atrapados en la guerra» fue abolida en 1683, después de décadas de intentos legales por parte de la Corona española para suprimirla.

## Africanos en el período colonial temprano

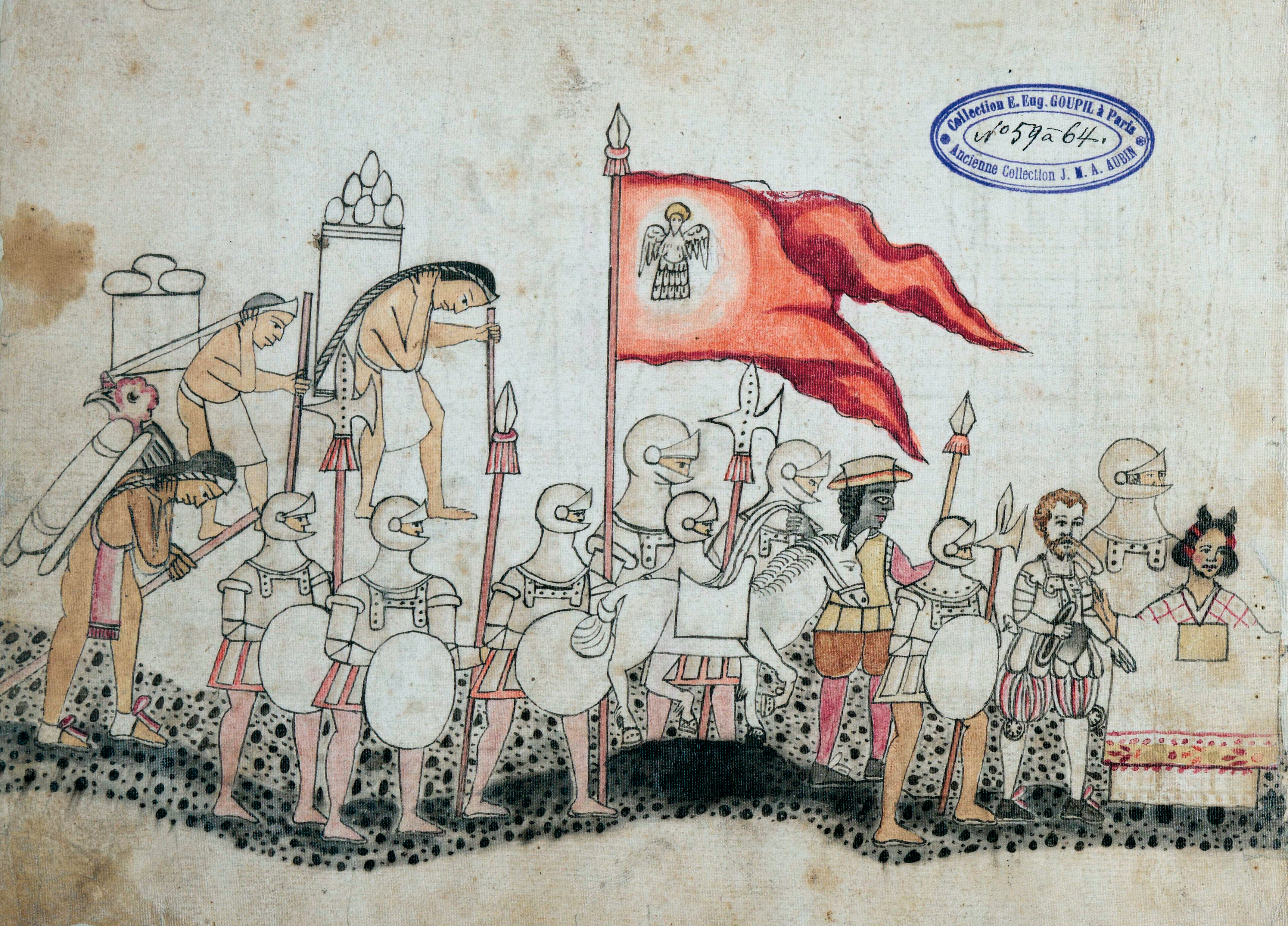
Conquistadores españoles en México liderados por Hernán Cortés. Los españoles van acompañados de porteadores nativos, La Malinche, y un hombre negro (sosteniendo el caballo). Códice Azcatitlan.

Cuando España esclavizó por primera vez a los nativos americanos en La Española y luego los reemplazó con africanos cautivos, estableció el trabajo esclavo como base para la producción colonial de azúcar. Los europeos creían que los africanos habían desarrollado inmunidad a las enfermedades europeas y que no serían tan susceptibles a enfermarse como los nativos americanos porque aún no habían estado expuestos a los patógenos. En 1501, los colonos españoles comenzaron a importar africanos esclavizados de la Península ibérica a su colonia de Santo Domingo en la isla de La Española. Es posible que estos primeros africanos, que habían sido esclavizados en Europa antes de cruzar el Atlántico, hablaran español y tal vez incluso fueran cristianos. Unos 17 de ellos comenzaron en las minas de cobre y un centenar fueron enviados a extraer oro. A medida que las enfermedades del Viejo Mundo diezmaban a las poblaciones indígenas del Caribe en las primeras décadas del siglo XVI, los africanos esclavizados (bozales) reemplazaban gradualmente su mano de obra, pero también se mezclaban y se unían en vuelos hacia la libertad, creando comunidades cimarrones mestizas en todas las islas donde los europeos habían establecido la esclavitud. Los esclavos llegaron por primera vez a Puerto Rico en 1511, después de que el conquistador afroespañol Juan Garrido ayudara a invadir la isla en 1508-1509.

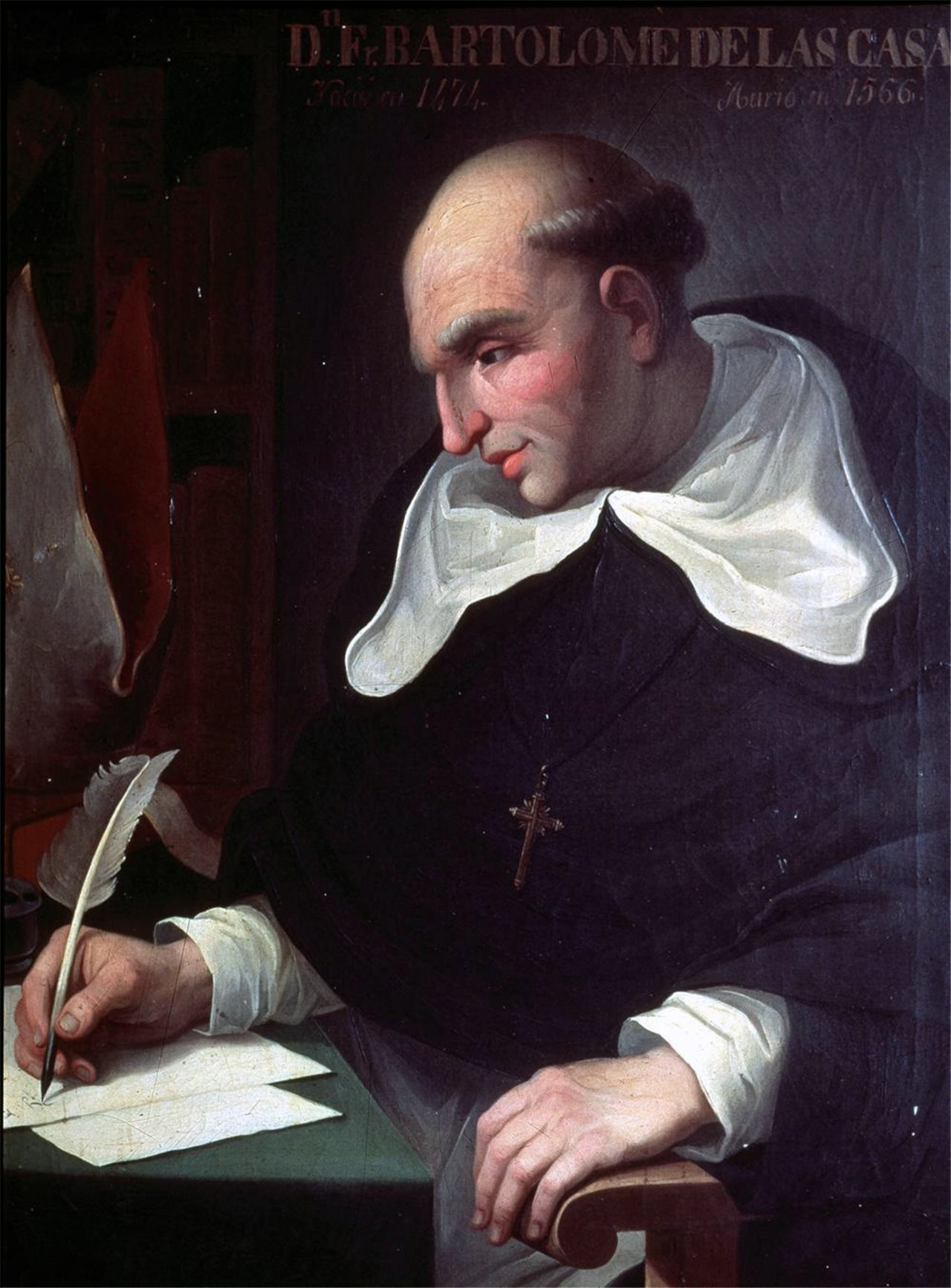
Fray Bartolomé de las Casas.

El colono español convertido en fraile dominico Bartolomé de las Casas observó y registró los efectos de la esclavitud en las poblaciones nativas. Inicialmente buscó proteger a los indígenas de la esclavitud defendiendo y participando en la trata de esclavos africanos. Más tarde argumentó que la esclavitud tanto de indígenas como de africanos estaba mal y violaba sus derechos humanos. Las Casas hizo campaña por la protección de los indígenas, especialmente los límites de la corona a la explotación de la encomienda, lo que ayudó a lograr las Leyes Nuevas de 1542.

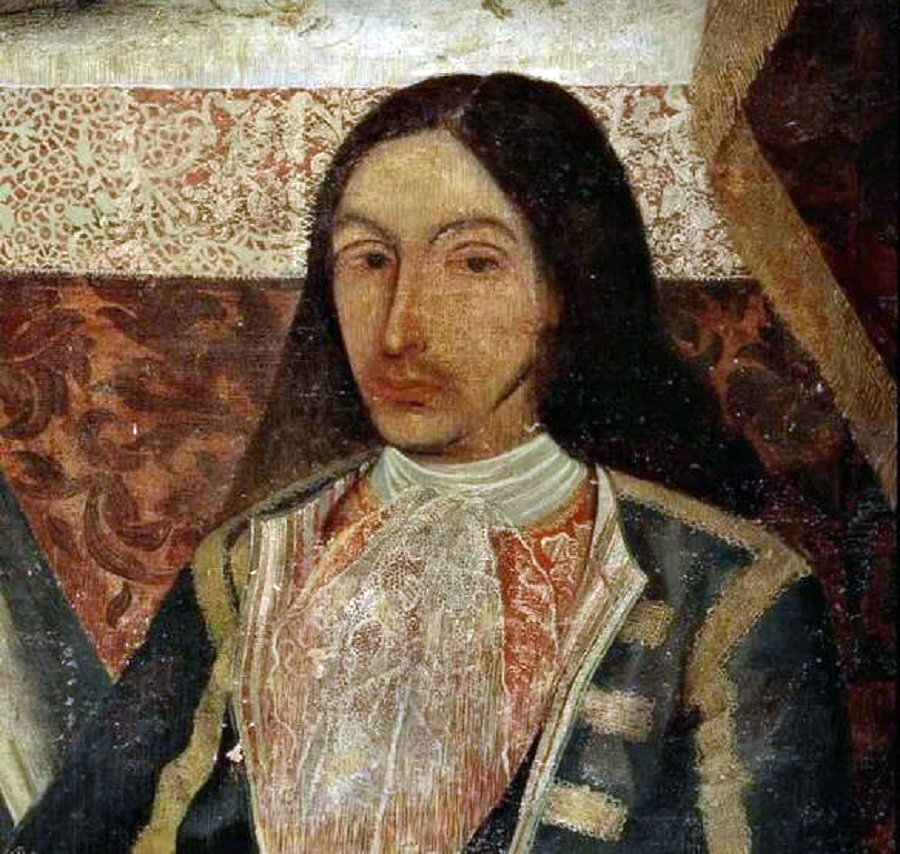
El español Amaro Pargo ̟fue uno de los corsarios más famosos de la Edad de oro de la piratería. Participó en el comercio de esclavos africanos en la América hispana.

En la Florida española y más al norte, los primeros esclavos africanos llegaron en 1526 con el establecimiento de San Miguel de Gualdape por Lucas Vázquez de Ayllón en la actual costa de Georgia. Se rebelaron y convivieron con los indígenas, destruyendo la colonia en menos de 2 meses. Más esclavos llegaron a Florida en 1539 con Hernando de Soto, y en 1565 la fundación de San Agustín, Florida. Los nativos americanos también fueron esclavizados en Florida por el sistema de encomienda. Los esclavos que escapaban a Florida desde la colonia de Georgia fueron liberados por proclamación de Carlos II el 7 de noviembre de 1693 si estos estaban dispuestos a convertirse al catolicismo, y se convirtió en un lugar de refugio para los esclavos que huían de las Trece Colonias.
En este primer período, los hombres africanos esclavizados eran a menudo jefes laborales y supervisaban el trabajo indígena. El franciscano Toribio de Benavente, uno de los primeros doce franciscanos que llegaron a México en 1524, consideraba a los africanos y afrodescendientes como la cuarta plaga de los indígenas mexicanos. Escribió: «En los primeros años estos capataces negros eran tan absolutos en su maltrato a los indios, sobrecargándolos, enviándolos lejos de su tierra y dándoles muchas otras tareas por las cuales murieron muchos indios, la cual es la peor parte de la situación».  En Yucatán, existían regulaciones que intentaban impedir la presencia de africanos y afrodescendientes en las comunidades indígenas. En la Ciudad de México, en 1537, varias personas de piel morena fueron acusadas de rebelión y ejecutadas por ahorcamiento en el Zócalo, hecho registrado en un manuscrito pictórico y alfabético indígena.
La demanda de esclavos africanos era alta y el comercio de esclavos estaba controlado por los portugueses, que establecieron puestos comerciales en la costa occidental de África. Los colonos españoles los compraron directamente a los comerciantes portugueses. Con la creciente dependencia de los africanos esclavizados y con la corona española opuesta a la esclavización de los indígenas, excepto en el caso de rebelión, la esclavitud se asoció con la raza y la jerarquía racial, y los europeos endurecieron sus conceptos de ideologías raciales. Estos estaban respaldados por ideologías previas de diferenciación como la limpieza de sangre, que en España se refería a individuos sin ascendencia judía o musulmana. Sin embargo, en la América colonial española, pureza de sangre pasó a significar una persona libre de cualquier ascendencia africana.
En el vocabulario de la época, a cada africano esclavizado que llegaba a América se le llamaba «Pieza de Indias». La corona emitió licencias «asientos» a los comerciantes para comerciar específicamente con esclavos, regulando el comercio. Durante el siglo XVI, las colonias españolas fueron los clientes más importantes del comercio de esclavos en el Atlántico, con varios miles de ventas, pero otras colonias europeas pronto eclipsaron estas cifras cuando su demanda de trabajadores esclavizados comenzó a llevar el mercado de esclavos a niveles sin precedentes.
Algunas de los primeras personas con tonalidad de piel oscura en América fueron los criollos atlánticos, como describe el historiador estadounidense Ira Berlin. Hombres mestizos de ascendencia africana y portuguesa/española, algunos esclavos y otros libres, navegaban con barcos ibéricos y trabajaban en los puertos de España y Portugal; algunos nacieron en Europa, otros en puertos africanos como hijos de comerciantes portugueses y mujeres africanas. Los esclavos africanos también fueron llevados a Portugal, donde se casaron con mujeres locales. Los hombres mestizos a menudo crecieron bilingües, lo que los hizo necesarios como intérpretes en los puertos africanos e ibéricos.
En esta época importantes comerciantes españoles transportaban esclavos como mano de obra para las plantaciones azucareras y para el servicio doméstico, especialmente en el área del mar Caribe. El corsario y comerciante español Amaro Pargo (1678-1747) llegó a realizar el transporte de esclavos al Caribe, si bien, se estima, en menor medida que otros capitanes y personajes de la época dedicados a esta actividad. En 1710, el corsario se vio envuelto en una denuncia por parte del presbítero Alonso García Ximénez, el cual le acusaba de liberar a un esclavo africano llamado Sebastián, que era transportado hasta Venezuela en uno de los barcos de Amaro. El citado Alonso García otorga un poder el 18 de julio de 1715 a Teodoro Garcés de Salazar para que le reclamara en Caracas su devolución. A pesar de este hecho, el propio Amaro Pargo poseyó también esclavos en su servicio doméstico.
La población de esclavos en Cuba recibió un gran impulso cuando los británicos capturaron La Habana durante la Guerra de los Siete Años e importaron 10.000 esclavos de sus otras colonias en las Indias Occidentales para trabajar en las plantaciones agrícolas recién establecidas. Estos esclavos fueron abandonados cuando los británicos devolvieron La Habana a los españoles como parte del Tratado de París de 1763, y hoy forman una parte importante de la población afrocubana.
Si bien los historiadores han estudiado la producción de azúcar en las plantaciones por parte de trabajadores esclavizados en la Cuba del siglo XIX, a veces han pasado por alto el papel crucial del Imperio español antes de la década de 1760. Cuba finalmente desarrolló dos fuentes distintas pero interrelacionadas que utilizaban mano de obra esclavizada, que convergieron a fines del siglo XVIII. El primero de estos sectores fue urbano y estuvo dirigido en gran medida por las necesidades del Estado colonial español, alcanzando su apogeo en la década de 1760. En 1778, Thomas Kitchin informó que los europeos estaban trayendo «alrededor de 52.000 esclavos» de África a las Indias Occidentales, con aproximadamente 4.000 de estos traídos por los españoles.
El segundo sector, que floreció después de 1790, era rural y estaba dirigido por propietarios de esclavos/plantadores privados involucrados en la producción de productos agrícolas de exportación, especialmente azúcar. Después de 1763, la escala y la urgencia de los proyectos de defensa llevaron al Estado a desplegar a muchos de sus trabajadores esclavizados en formas que anticiparían los intensos regímenes de trabajo en las plantaciones de azúcar del siglo XIX. Otro grupo importante de trabajadores esclavizados por el Estado colonial español a finales del siglo XVIII fueron los jornaleros del rey, que trabajaban en las fortificaciones de la ciudad.
Las colonias españolas tardaron en explotar la mano de obra esclava en la producción de caña de azúcar, particularmente en Cuba. Las colonias españolas en el Caribe estuvieron entre las últimas en abolir la esclavitud. Mientras que los británicos abolieron la esclavitud en 1833, España abolió la esclavitud en Puerto Rico en 1873. Perú fue uno de los países que revivió la institución durante algunas décadas después de declarar la independencia de España a principios del siglo XIX.
En 1789, la Corona española encabezó un esfuerzo para reformar la esclavitud y emitió un decreto, el Código Negro Español, que especificaba provisiones de alimentos y vestimenta, ponía límites al número de horas de trabajo, limitaba los castigos, exigía instrucción religiosa y protegía los matrimonios, prohibiendo la venta de niños pequeños lejos de sus madres. Pero los plantadores a menudo desobedecían las leyes y protestaban contra ellas, considerándolas una amenaza a su autoridad y una intrusión en sus vidas personales.
Los propietarios de esclavos no protestaron contra todas las medidas del códice, muchas de las cuales, según ellos, ya eran prácticas comunes. Se opusieron a los esfuerzos por establecer límites a su capacidad para aplicar castigos físicos. Por ejemplo, el Códice Negro limitó los azotes a 25 y exigió que los estos «no causaran hematomas ni hemorragias graves». Los propietarios de esclavos pensaron que los esclavos interpretarían estos límites como debilidades, lo que en última instancia conduciría a la resistencia. Otro tema controvertido fue el de las horas de trabajo restringidas «desde el amanecer hasta el atardecer»; los propietarios de las plantaciones respondieron explicando que el corte y procesamiento de la caña requerían jornadas de 20 horas durante la temporada de cosecha.
En 1570, los colonos descubrieron que las minas de oro estaban agotadas, relegando la isla a una guarnición para los barcos que pasaban. El cultivo de cultivos como tabaco, algodón, cacao y jengibre se convirtió en la piedra angular de la economía. Con la creciente demanda de azúcar en el mercado internacional, los principales plantadores aumentaron el cultivo y el procesamiento de la caña de azúcar, que requieren mucha mano de obra. Las plantaciones de azúcar suplantaron a la minería como principal industria de Puerto Rico y mantuvieron alta la demanda de esclavitud africana.
Los esclavos que trabajaban en las plantaciones de azúcar y en los ingenios azucareros a menudo estaban sujetos a las condiciones más duras. El trabajo del campo era un riguroso trabajo manual que los esclavos iniciaban desde temprana edad. Las jornadas de trabajo duraban cerca de 20 horas durante la cosecha y el procesamiento, incluyendo el cultivo y corte de las cosechas, el transporte de carretas y el procesamiento de la caña de azúcar con maquinaria peligrosa. Los esclavos eran obligados a residir en barracones, donde eran hacinados y encerrados con un candado por la noche, durmiendo entre tres y cuatro horas. Las condiciones de los cuarteles eran duras; eran muy insalubres y extremadamente calurosos. Normalmente no había ventilación; la única ventana era un pequeño agujero con barrotes en la pared.

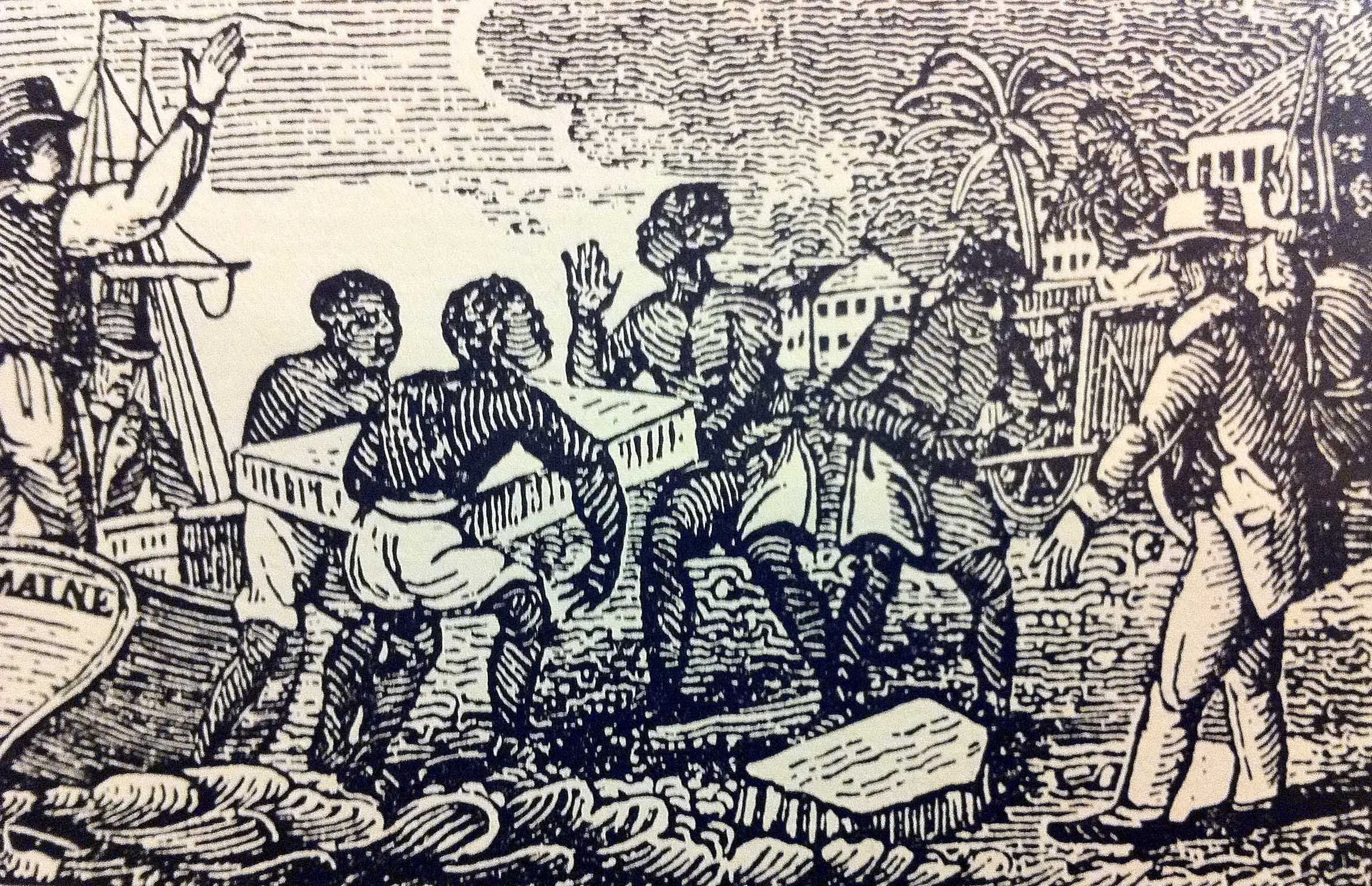
Esclavos en Cuba descargando hielo de Maine, 1832.

Algunas mujeres cubanas podrían obtener la libertad si tuvieran hijos con hombres blancos. Como en otras culturas latinas, había fronteras más flexibles con la población mulata o mestiza. A veces los hombres que tomaban esclavas como esposas o concubinas las liberaban tanto a ellas como a sus hijos. Al igual que en Nueva Orleans y Saint-Domingue, los mulatos comenzaron a clasificarse como un tercer grupo entre los colonos europeos y los esclavos africanos. Los libertos, generalmente mestizos, llegaron a representar el 20% de la población cubana total y el 41% de la población cubana no blanca.
Los plantadores alentaron a los esclavos afrocubanos a tener hijos para poder reproducir su fuerza laboral. Los maestros querían emparejar hombres fuertes y corpulentos con mujeres sanas. Fueron encerrados en cuarteles y obligados a tener relaciones sexuales y crear descendencia de niños de «raza», que se venderían por alrededor de 500 pesos. Los plantadores necesitaban que nacieran niños para reemplazar a los esclavos que murieron bajo el duro régimen. A veces, si a los supervisores no les gustaba la calidad de los niños, separaban a los padres y enviaban a la madre de nuevo a trabajar en el campo.
Los esclavos africanos eran legalmente marcados con un hierro candente en la frente, impedía su «robo» o juicios que desafiaban su cautiverio. Los colonos continuaron con esta práctica de marcar durante más de 250 años. Los enviaron a trabajar en las minas de oro o en los campos de jengibre y azúcar de la isla. Se les permitió vivir con sus familias en una choza en las tierras del amo y se les dio un pedazo de tierra donde podían cultivar, pero por lo demás fueron sometidos a un trato severo; incluido el abuso sexual, ya que la mayoría de los colonos habían llegado sin parejas, muchos de ellos se casaron con africanos o taínos. Sus descendientes mestizos formaron las primeras generaciones de las primeras poblaciones puertorriqueña y cubana.

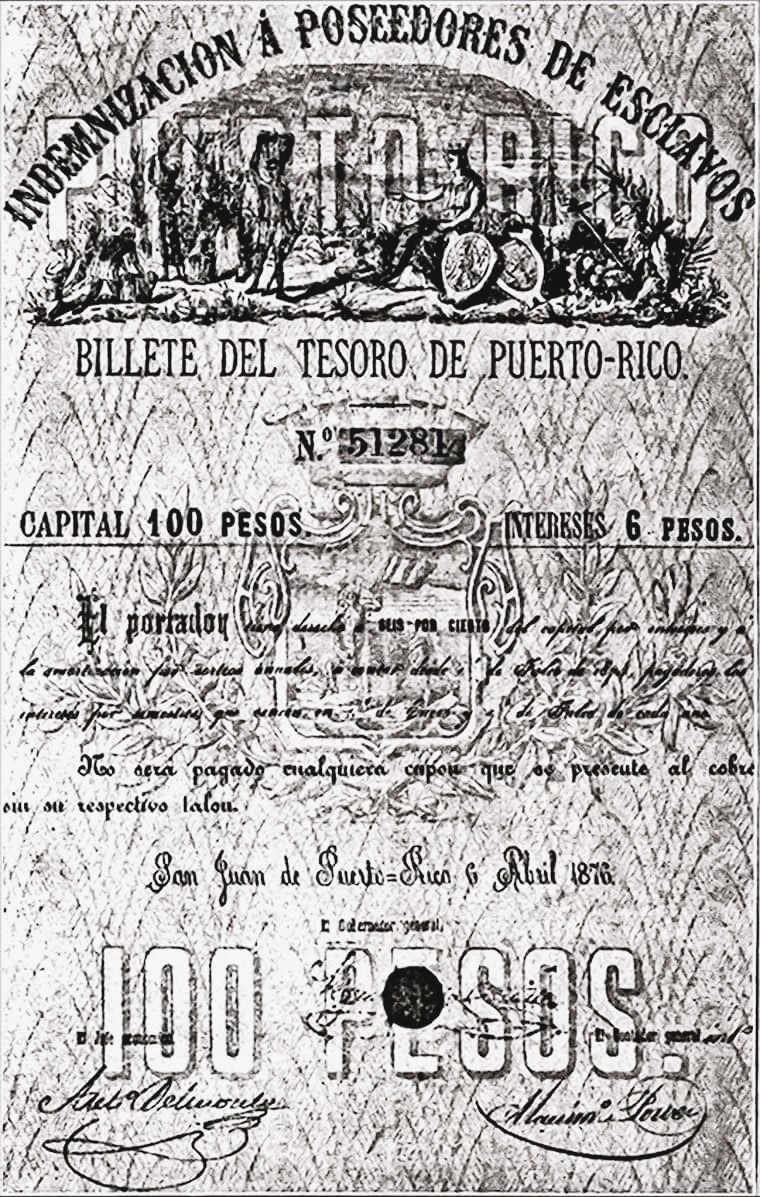
El 22 de marzo de 1873 España abolió la esclavitud en Puerto Rico. Los propietarios fueron indemnizados.

A los esclavos no les quedó más opción que adaptarse. Muchos se convirtieron al cristianismo y recibieron los apellidos de sus amos. Tanto mujeres como hombres estaban sujetos a castigos de violencia y abusos humillantes. Los esclavos que se portaban mal o desobedecían a sus amos eran encerrados a menudo en cepos en las profundidades de las salas de calderas, donde eran abandonados durante días seguidos y, a menudo, de dos a tres meses. Estas culatas de madera se fabricaban en dos tipos: acostadas o de pie. Las mujeres eran castigadas, incluso cuando estaban embarazadas. Fueron sometidas a azotes: tuvieron que acostarse «boca abajo sobre un trozo (de tierra) para proteger sus vientres». Se dice que algunos maestros azotaban a las mujeres embarazadas en el vientre, provocando a menudo abortos espontáneos. Las heridas fueron tratadas con «compresas de hojas de tabaco, orina y sal».
Después de 1784, España proporcionó cinco formas mediante las cuales los esclavos podían obtener la libertad. Cinco años más tarde, la Corona española dictó la Cédula Real de Gracias de 1789, que fijaba nuevas normas relacionadas con la trata de esclavos y añadía restricciones a la concesión de la condición de liberto. El decreto otorgó a sus súbditos el derecho a comprar esclavos y participar en la floreciente trata de esclavos en el Caribe. Más tarde, ese mismo año, se introdujo un nuevo código de esclavos, también conocido como El Código Negro. Según este, un esclavo podía comprar su libertad, en el caso de que su amo estuviera dispuesto a venderla, pagando a plazos el precio requerido. A los esclavos se les permitía ganar dinero durante su tiempo libre trabajando como zapateros, limpiando ropa o vendiendo los productos que cultivaban en sus propias parcelas de tierra. A la hora de comprar la libertad de su hijo recién nacido, si aún no estaba bautizado, pagaban la mitad del precio vigente que costaba la libertad de un niño que sí lo estaba. Muchos de estos libertos iniciaron asentamientos en las zonas que pasaron a ser conocidas como Cangrejos (Santurce), Carolina, Canóvanas, Loíza y Luquillo. Algunos se convirtieron ellos mismos en propietarios de esclavos. A pesar de estos caminos hacia la libertad, a partir de 1790, el número de esclavos se duplicó en Puerto Rico como resultado de la dramática expansión de la industria azucarera en la isla.

## Esclavos fugitivos en territorios españoles
El 29 de mayo de 1680 la Corona española decretó que los esclavos que escaparan a territorios españoles desde Barlovento, Martinica, San Vicente y Granada en las Antillas Menores serían libres en caso de que adoptaran el catolicismo. El 3 de septiembre de 1680 y el 1 de junio de 1685, la corona emitió decretos similares para los esclavos franceses que escapaban. El 7 de noviembre de 1693 el rey Carlos II emitió un decreto liberando a todos los esclavos que escapaban de las colonias inglesas y aceptaban el catolicismo. Existieron decretos similares el 29 de octubre de 1733, el 11 de marzo y 11 de noviembre de 1740, y el 24 de septiembre de 1850 en el Buen Retiro de Fernando VI y la Cédula Real del 21 de octubre de 1753.
Desde 1687, la Florida española atrajo a numerosos esclavos africanos que escaparon de la esclavitud en las Trece Colonias. Desde 1623, la política oficial española había sido que todos los esclavos que tocaran suelo español y pidieran refugio pudieran convertirse en ciudadanos españoles libres, y se les ayudaría a establecer sus propios talleres si tenían un oficio o se les otorgaría una concesión de tierra para cultivar si fueran agricultores. A cambio, se les exigiría convertirse al catolicismo y servir durante varios años en la milicia española. La mayoría se asentaron en una comunidad llamada Gracia Real de Santa Teresa de Mose, el primer asentamiento de africanos libres en América del Norte. El africano esclavizado Francisco Menéndez escapó de Carolina del Sur y viajó a St. Augustine, Florida, donde se convirtió en el líder de los colonos de Mose y comandante de la compañía de la milicia negra allí desde 1726 hasta algún momento después de 1742.
En 1771, el gobernador de Florida, John Moultrie, escribió a la Junta de Comercio: «Ha sido una práctica durante un buen tiempo que los negros huyeran de sus amos y entraran en las ciudades indias, desde donde resultó muy difícil recuperarlos». Cuando los funcionarios coloniales pidieron a los nativos americanos que devolvieran a los esclavos fugitivos, respondieron que «simplemente habían dado comida a la gente hambrienta e invitado a los propietarios de esclavos a atrapar a los fugitivos ellos mismos».
Después de la Guerra de Independencia de los Estados Unidos, los esclavos del estado de Georgia y del Low Country de Carolina del Sur escaparon a Florida. El ejército estadounidense lideró incursiones cada vez más frecuentes en territorio español, incluida la campaña de 1817-1818 de Andrew Jackson conocida como la Primera Guerra Seminole. Posteriormente, Estados Unidos controló efectivamente el este de Florida (desde el Atlántico hasta el río Apalachicola). Según el Secretario de Estado John Quincy Adams, Estados Unidos tuvo que tomar medidas allí porque Florida se había convertido en «un lugar abandonado abierto a la ocupación de todos los enemigos, civilizados o salvajes, de los Estados Unidos, y que no tenía otro propósito más que ser un lugar para molestarlos (a Estados Unidos)». España solicitó la intervención británica, pero Londres se negó a ayudar a España en las negociaciones. Algunos miembros del gabinete del presidente James Monroe exigieron el despido inmediato de Jackson, pero Adams se dio cuenta de que las acciones de Jackson habían puesto a Estados Unidos en una posición diplomática favorable. Adams negoció términos muy favorables a ellos.
Como Florida se había convertido en una carga para España, que no podía permitirse enviar colonos ni guarniciones, la Corona decidió ceder el territorio a Estados Unidos. Lo logró a través del Tratado Adams-Onís en 1819, a partir de 1821.

## Fin de la esclavitud
El apoyo al abolicionismo se hizo mayor en Gran Bretaña. La esclavitud en las colonias caribeñas de Francia fue abolida por decreto revolucionario en 1794 (la esclavitud en la Francia metropolitana fue abolida en 1315 por Luis X), pero fue restaurada bajo Napoleón I en 1802. Los esclavos de Saint-Domingue se rebelaron en respuesta y se independizaron tras un conflicto brutal. Los antiguos esclavos victoriosos fundaron la república de Haití en 1804.
El 22 de marzo de 1873 se abolió legalmente la esclavitud en Puerto Rico. Sin embargo, los esclavos no eran emancipados sino que debían comprar su propia libertad, al precio que les pusieran sus últimos amos. También se les exigía que trabajaran otros tres años para sus antiguos amos, para otros colonos interesados en sus servicios o para el Estado para poder pagar alguna compensación. Entre 1527 y 1873, los esclavos en Puerto Rico habían protagonizado más de veinte revueltas. La esclavitud en Cuba fue abolida por real cédula española el 7 de octubre de 1886.